# Ларго Винч (комиксы)
«Ларго Винч» (англ. Largo Winch) — серия популярных франко-бельгийских графических романов, получивших своё название от имени главного героя. Авторы романов — Филипп Франк и Жан Ван Хамме. Во Франции романы публикуются издательством «Dupuis».

## Сюжет
В центре сюжета — молодой человек Ларго Винч, приёмный сын влиятельного миллиардера Неро Винча, владельца огромной компании «W Group». После таинственного убийства отца Ларго становится во главе фирмы.
Каждый роман имеет одинаковую структуру — кто-то пытается разрушить империю или захватить власть над ней, а Ларго и его помощники пытаются вычислить конкурента и помешать ему.

## Создание
Работа над книжными романами началась ещё в 1970-х годах, но из-за отсутствия интереса к историям Ван Хамме сконцентрировался на работе над другими проектами (например, более успешным «Thorgal»). Когда Франк начал своё сотрудничество с Ван Хамме, он позаимствовал главного персонажа и сюжет и на их основе написал графический роман, у которого позже появилась целая серия продолжений.
Каждый роман публикуется в двух частях, причём по традиции первый том обрывается на самом интересном месте. Кроме того, в оформлении обоих томов на обложке используется один и тот же цвет в качестве фона.
Романы издавались во Франции, а также были переведены на многие языки мира — хорватский, датский, немецкий, английский, португальский, сербский и испанский. Романы являются самой популярной серией комиксов во Франции — ежегодно в этой стране продаётся около 500 тысяч экземпляров.

## Список романов
Романы выходили с 1977 по 1980 года. Всего было написано 6 книг, опубликованных издательством «Mercure de France»:
1. «Largo Winch et Groupe W» (1977) — 307 стр.
2. «Largo Winch et la Cyclope» (1977) — 333 стр.
3. «Largo Winch et le Dernier des Doges» (1978) — 334 стр.
4. «Largo Winch et la Forteresse de Makiling» («l’Heure du Tigre, 1») (1979) — 330 стр.
5. «Largo Winch et les Révoltés de Zamboanga» («l’Heure du Tigre, 2») (1979) — 331 стр.
6. «Business Blues» (1980) — 326 стр.

## Список графических произведений
| #  | Название на фр.                    | Название на англ.                   | Перевод на рус.       |
| -- | ---------------------------------- | ----------------------------------- | --------------------- |
| 01 | L’Héritier                         | The Heir                            | Наследник             |
| 02 | Le Groupe W                        | The W Group                         | «Винч» Групп          |
| 03 | O.P.A.                             | Takeover Bid                        | Цена поглощения       |
| 04 | Business Blues                     | Business Blues                      | Трудная работа        |
| 05 | H                                  | H                                   | Х.                    |
| 06 | Dutch Connection                   | Dutch Connection                    | Роман с герцогиней    |
| 07 | La Forteresse De Makiling          | The Makiling Fortress               | Крепость «Макилинг»   |
| 08 | L’heure du tigre                   | The Hour Of The Tiger               | Час тигра             |
| 09 | Voir Venise…                       | See Venice…                         | Увидеть Венецию…      |
| 10 | …Et mourir                         | …And Die                            | … и умереть           |
| 11 | Golden Gate                        | Golden Gate                         | Золотые ворота        |
| 12 | Shadow                             | Shadow                              | Тень                  |
| 13 | Le Prix de l’argent                | The Price Of Money                  | Цена денег            |
| 14 | La Loi du dollar                   | The Law Of The Dollar               | Закон доллара         |
| 15 | Les trois yeux des gardiens du Tao | The Three Eyes Of The Tao Guardians | Три глаза стражей Тао |
| 16 | La Voie et la vertu                | The Way And The Virtue              | Храбрость в пути      |
| 17 | Mer noire                          | Black Sea                           | Чёрное море           |
| 18 | Colère Rouge                       | Red Anger                           | Красный гнев          |

## Перевод на английский язык
В данный момент издательство «Cinebook» издаёт романы на английском языке, интерес к которым возник после выхода в мировой прокат фильмов о Ларго Винче:
1. «The Heir» (включая роман «The W Group») — март 2008 ISBN 9781905460489
2. «Takeover Bid» (включая роман «Business Blues») — июль 2008 ISBN 9781905460588
3. «Dutch Connection» (включая роман «H») — февраль 2009 ISBN 9781905460786
4. «The Hour of the Tiger» (включая роман «Fort Makiling») — август 2009 ISBN 9781905460991
5. «See Venice…» — февраль 2010 ISBN 9781849180207
6. «…And Die» — май 2010 ISBN 9781849180320
7. «Golden Gate» — февраль 2011 ISBN 9781849180696
8. «Shadow» — апрель 2011 ISBN 9781849180757

## Экранизации
В 2001 году состоялась премьера сериала «Ларго», транслировавшегося на английском и французском языках. Английскую версию транслировал канал «Showcase Television» в Канаде.
Первый полнометражный фильм «Ларго Винч: Начало», снятый Жеромом Салле с Томером Сислеем в главной роли, вышел в прокат 17 декабря 2008 года.
Документальный фильм «Ларго», снятый Ивом Леграном-Кристом при участии Жана Ван Хамме и Филиппа Франка, вышел во Франции осенью 2007 года. Картина подробно рассказывала историю создания персонажа и серии романов.
16 февраля 2011 в мировой прокат выходит второй фильм с участием Сислея — «Ларго Винч: Заговор в Бирме». Поставил картину вновь Жером Салле. Одну из ролей в картине сыграла голливудская актриса Шэрон Стоун.
29 августа 2024 года в российский прокат выйдет третий фильм франшизы – «Ларго Винч: Гнев прошлого». Режиссер фильма – Оливье Массе-Депасс. Томер Сислей вернулся к своей знаковой роли, а Джеймс Франко сыграл главного злодея.

## Видео-игры
Игра под названием «Largo Winch: Empire Under Threat» была выпущена в 2002 году компаниями «Dupuis» и «Ubisoft». Это приключенческий квест от 3-го лица. Сюжет игры следует типичному развитию событий романов — некто пытается уничтожить «W Group». Главная цель Ларго — и игрока — узнать, кто это, и обезвредить его.